# Åkre och Gusta
Åkre och Gusta var en av SCB avgränsad och namnsatt småort i Östersunds kommun i Jämtlands län. Småorten omfattade bebyggelse i de sammanväxta byarna Åkre och Gusta i Brunflo distrikt (Brunflo socken). Området utgör sedan 2015 en del av tätorten Lunne.